# Edy Hubacher

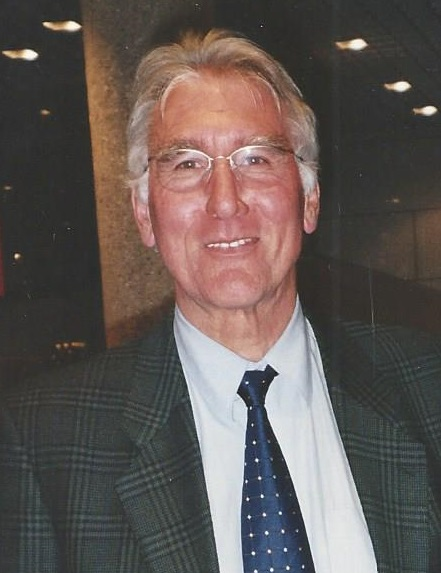
Edy Hubacher

Eduard «Edy» Hubacher (* 15. April 1940 in Bern) ist ein ehemaliger Schweizer Bobfahrer und Leichtathlet. Er war in den 1960er Jahren der beste Kugelstosser, Diskuswerfer und Mehrkämpfer seines Landes, wechselte dann zum Bobsport und wurde 1972 Olympiasieger im Viererbob.

## Karriere
Von 1964 bis 1970 verbesserte Hubacher, der für den TV Länggasse Bern startete, 15-mal in Folge den Schweizer Rekord im Kugelstossen; er steigerte dabei seine Leistung von 16,26 m auf 19,34 m. Von 1968 bis 1970 brach er fünfmal in Folge den Schweizer Rekord im Diskuswerfen und erreichte schliesslich eine Weite von 56,78 m. Insgesamt errang er 16 Schweizer Meistertitel im Kugelstossen, Diskuswerfen, Fünfkampf und Zehnkampf. Seine Kugelstoss-Bestleistung von 19,17 m in einem Zehnkampf wurde bis heute von keinem anderen Athleten in dieser Disziplin übertroffen. Hubacher nahm an den Olympischen Sommerspielen 1968 in Mexiko-Stadt teil; im Kugelstossen erreichte er den 15. Platz, im Diskuswerfen kam er auf Platz 25.
Im Jahr 1970 weilte Hubacher in Magglingen im Trainingslager, wo er zufällig die Anschiebeübungen von Bobfahrern beobachtete und es selbst versuchte. Nachdem er auf Anhieb die Bestzeit erzielt hatte, überredete ihn Bobpilot Jean Wicki zu Probefahrten in Königssee und nahm ihn in seinem Team auf. Als Wickis Bremser gewann er bei der Europameisterschaft 1972 in St. Moritz die Bronzemedaille. Wenige Wochen später folgte der grösste Erfolg seiner Karriere: Zusammen mit Wicki, Hans Leutenegger und Werner Camichel gewann er bei den Olympischen Spielen in Sapporo die Goldmedaille im Viererbob; hinzu kam die Bronzemedaille im Zweierbob. Danach beendete er seine Sportkarriere.
Bekanntheit erlangte er auch als «Rätselonkel der Nation», indem er für zahlreiche Zeitschriften und Zeitungen Kreuzworträtsel und sonstige Rätsel kreierte. Von 1973 bis 2003 war er auf Radio DRS 1 Co-Moderator der Sendung Radio-Musik-Box.
Hubacher wuchs in Bern zwischen Burgernziel und Egghölzli auf. Er besuchte für die Primarschule das Bitziusschulhaus und für die Sekundarschule das Viktoriaschulhaus. Später wohnte seine Familie im Pförtnerhaus des Schlossparks Jegenstorf. Lehrerseminar in Bern. Lehrerpatent 1960. 1963 verheiratet. Erste Stelle als Lehrer in der Gesamtschule Schwendibach bei Thun. Dann 5. bis 9. Klasse in Iffwil, wo er nebenbei das Amt des Gemeindeschreibers ausübte. 1970 bis 1976 selbständiger Kaufmann. Ab 1976 Lehrer in Ostermundigen Rüti. Hubacher lebt in Moosseedorf.
Als Kind spielte er beim "FC Waldrand" Fussball. Während der Lehrerausbildung spielte er Handball im "TV Oberseminar". Nach der Ausbildung wurde er Mitglied des "TV Länggasse". Dort auch als Kugelstösser und Zehnkämpfer.